# Тросна (приток Межи)
Тросна — река на западе Тверской области, один из крупнейших правых притоков Межи. Длина реки составляет 25 километров.

## Течение
Протекает по территории Нелидовского муниципального района.
Тросна начинается к югу от автотрассы М9 Москва — Рига, недалеко от нежилой деревни Плоское. Течёт на юг и юго-восток. Ширина реки в среднем течении — до 8 метров, глубина — до 1 метра. Скорость течения в низовье — 0,3 м/с.
Впадает в Межу в 179 километрах от её устья.

## Притоки
(В скобках указана длина притока)
Правые:
- Ручей без названия (5,7 км)
- Терешиха (5,5 км)

Левые:
- Гниловка (11 км)
- Чернушка (7 км)
- Тревянка (4 км)

## Населённые пункты
Тросна протекает по территории двух поселений района — Нелидовского и Новосёлковского. На берегу реки расположены следующие населённые пункты: Плоское, Тросно — в Нелидовском; Богданово — в Новосёлковском. Ранее на берегу Тросны также находился хутор Каменка.